# Звевегем
Звевегем (на нидерландски: Zwevegem) е селище в Северозападна Белгия, окръг Кортрейк на провинция Западна Фландрия. Населението му е около 24 258 души (2014).